# 細側帶鯡
細側帶鯡為輻鰭魚綱鲱形目鲱科的其中一種，分布於東太平洋的墨西哥海域，棲息深度可達50公尺，體長可達8公分，生活習性不明。
其种加词来源于拉丁文“gracilis”，意为“纤细的”。